# Вейд (Мен)
Вейд (англ. Wade) — місто (англ. town) в США, в окрузі Арустук штату Мен. Населення — 229 осіб (2020).

## Демографія
Згідно з переписом 2010 року, у місті мешкали 283 особи в 112 домогосподарствах у складі 76 родин. Було 129 помешкань
Расовий склад населення:
| - 97,9 % — білих - 1,4 % — азіатів |

До двох чи більше рас належало 0,4 %. Частка іспаномовних становила 1,4 % від усіх жителів.
За віковим діапазоном населення розподілялося таким чином: 17,7 % — особи молодші 18 років, 66,0 % — особи у віці 18—64 років, 16,3 % — особи у віці 65 років та старші. Медіана віку мешканця становила 47,4 року. На 100 осіб жіночої статі у місті припадало 114,4 чоловіків;  на 100 жінок у віці від 18 років та старших — 119,8 чоловіків також старших 18 років.
Середній дохід на одне домашнє господарство  становив 51 951 долар США (медіана — 49 107), а середній дохід на одну сім'ю — 59 044 долари (медіана — 49 643). За межею бідності перебувало 15,2 % осіб, у тому числі 30,0 % дітей у віці до 18 років та 20,3 % осіб у віці 65 років та старших.
Цивільне працевлаштоване населення становило 170 осіб. Основні галузі зайнятості: освіта, охорона здоров'я та соціальна допомога — 30,0 %, виробництво — 15,9 %, роздрібна торгівля — 14,1 %.